# 清寧宮 (臺灣)
22°58′17″N 120°15′04″E / 22.97125°N 120.25117°E

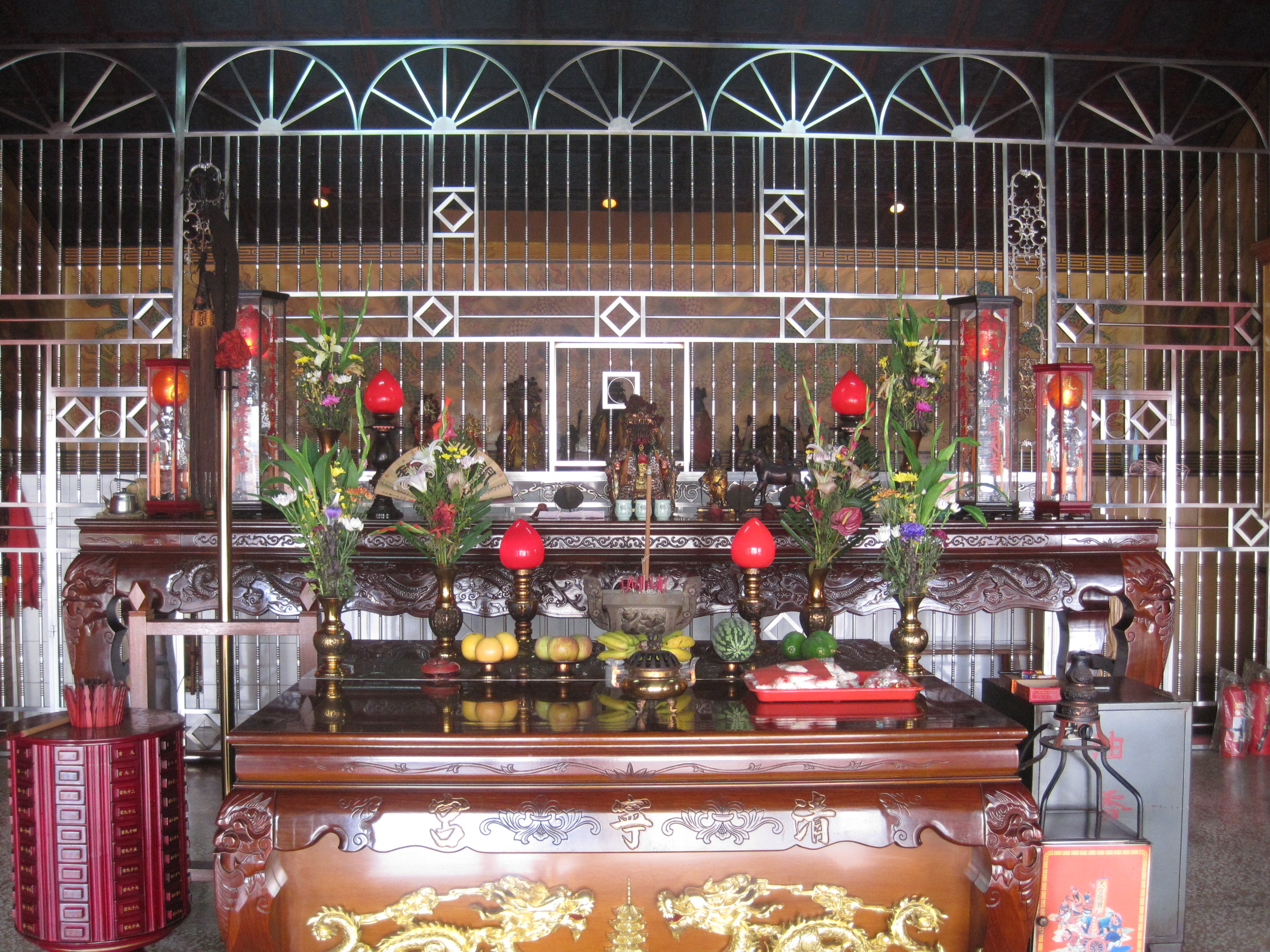
清寧宮內部

清寧宮位在臺灣臺南市仁德區，主祀文衡聖帝，原祀福德正神。過去轄境涵蓋整個仁德北里，現在主要是羌市庄的庄廟。

## 沿革
清寧宮創建於乾隆十年（1745年），原是土地公廟。約在嘉慶年間有土庫仔糖間的黃藝倡建新廟，且將附近聚落所奉祀神明集中奉祀，再另迎文衡聖帝為主神。當時廟宇約位在今址東北50公尺處。
日治時期的明治四十年（1907年），仁德區長黃加隆、仕紳盧乞等人集資重修。昭和十三年（1938年），因開闢中山路（市道182號部分路段），清寧宮被迫拆除，廟中神明被各聚落迎回奉祀。二次大戰後，當地居民於民國46年（1957年）重建廟宇，於兩年後（1959年）完工，將各神明迎回。但到了民國67年（1978年），因為拓寬中正路導致清寧宮再次被拆，各庄神明被迎回並各自建廟，而主神文衡聖帝則由各庄頭輪祀。直到民國81年（1992年），才由盧炎炭、陳文漢等人集資在今址重新建廟。工程自該年（1992年）4月開始，並在次年（1993年）1月10日慶成安座。